# Остављени (ТВ серија)
Остављени  (енгл. The Leftovers) америчка је драмска телевизијска серија настала у продукцији кабловског канала Ејч-Би-Оу. Серију су креирали Дејмон Линделоф и Том Перота, на основу Перотиног истоименог романа. Прва епизода је премијерно приказана 29. јуна 2014, а последња епизода 4. јуна 2017. Серија се састоји из три сезоне, односно 28 епизода.  
Радња серије започиње три године након мистериозног глобалног догађаја познатог као „изненадни нестанак”, када је истовремено нестало без трага 140 милиона људи, то јест, два одсто човечанства. Пошто ни наука ни званичне религије нису успеле да објасне овакав феномен, у свету се рађају свакојаке секте и култови, које додатно доприносе општој збуњености у покушају да се одговори на питање да ли је нестанак био божанско вазнесење или космичка случајност. Прва сезона се одиграва у фикционалном градићу у држави Њујорк и фокусира се на Кевина Гарвија (Џастин Теру), шефа полиције и оца двоје деце, чија се породица распада након што му се супруга Лори (Ејми Бренеман) придружила моћној секти „Преостали грешници”, син Томи (Крис Зилка) култу „Свети Вејн”, а ћерка Џил (Маргарет Куели) емоционално удаљила. У серији глуме и Лив Тајлер, Кари Кун, Кристофер Еклстон, Емили Мид и други.